# قرية شواي
قرية شواي (بالفرنسية:village chouai) قرية صغيرة وتقع جنوب شرق قسنطينة وعلى مسافة 27.447 كيلو متر طريق بلدية ابن باديس الهرية سابقا يحدها من الشمال الغربي عين نحاس من جنوب الشرقي عين اعبيد من الجنوب بلدية بونوارة ومن الغرب بلدية الخروب  وعلى مسافة 12,731 كيلو متر طريق هرابة.